# Kloster Probota
Das  Kloster Probota (rumänisch Mănăstirea Probota) befindet sich in Probota, nahe der Stadt Dolhasca im Kreis Suceava in Rumänien. Die Klosterkirche Sf Nicolae („Heiliger Nikolaus“) wurde 1993 zusammen mit anderen Kirchen in der Moldau in die Liste des UNESCO-Weltkulturerbes aufgenommen.

## Geschichte
Bereits vor 1398 wurde in Probota ein Holzkloster mit dem Namen „Sankt Nikolaus von der Au“ gebaut. Wahrscheinlich war es eine Stiftung Roman I. Musat (1391–1394) oder Ștefan I. (1394–1399). Am Ufer des Somuz baute Stephan der Große eine Steinkirche mit drei Aspen. Man geht davon aus, dass die Kirche bei einer Überschwemmung zerstört wurde. Fürst Petru Rareș, ein Sohn Stefan des Großen, ließ 1530 die dritte Klosteranlage in Probota bauen.  Petru Rareș und dessen Ehefrau sowie sein Sohn Ștefan Rareș begrub man später auf der linken Seite in der Krypta der Klosterkirche. Die zwischen 1532 und 1536 gefertigten Innen- und Außenmalereien wurden zwischen 1996 und 2000 restauriert. 1550 wurde die bis zu sechs Meter hohe Klostermauer mit Wehrtürmen und Wehrgang errichtet. In der Kirche befinden sich 21 wertvolle Grabsteine, die zwischen 1464 und 1640 geschaffen wurden.

## Bildergalerie

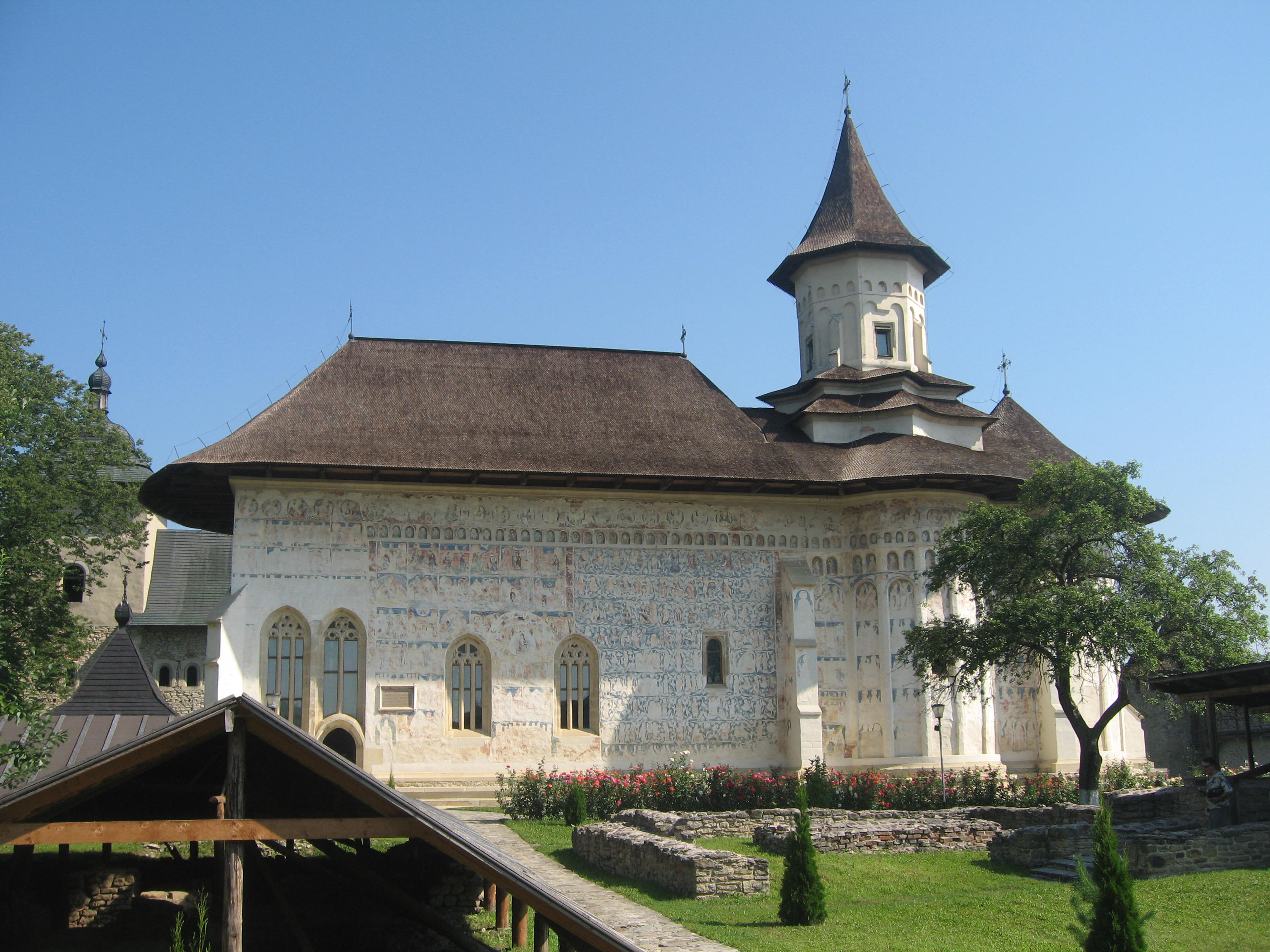
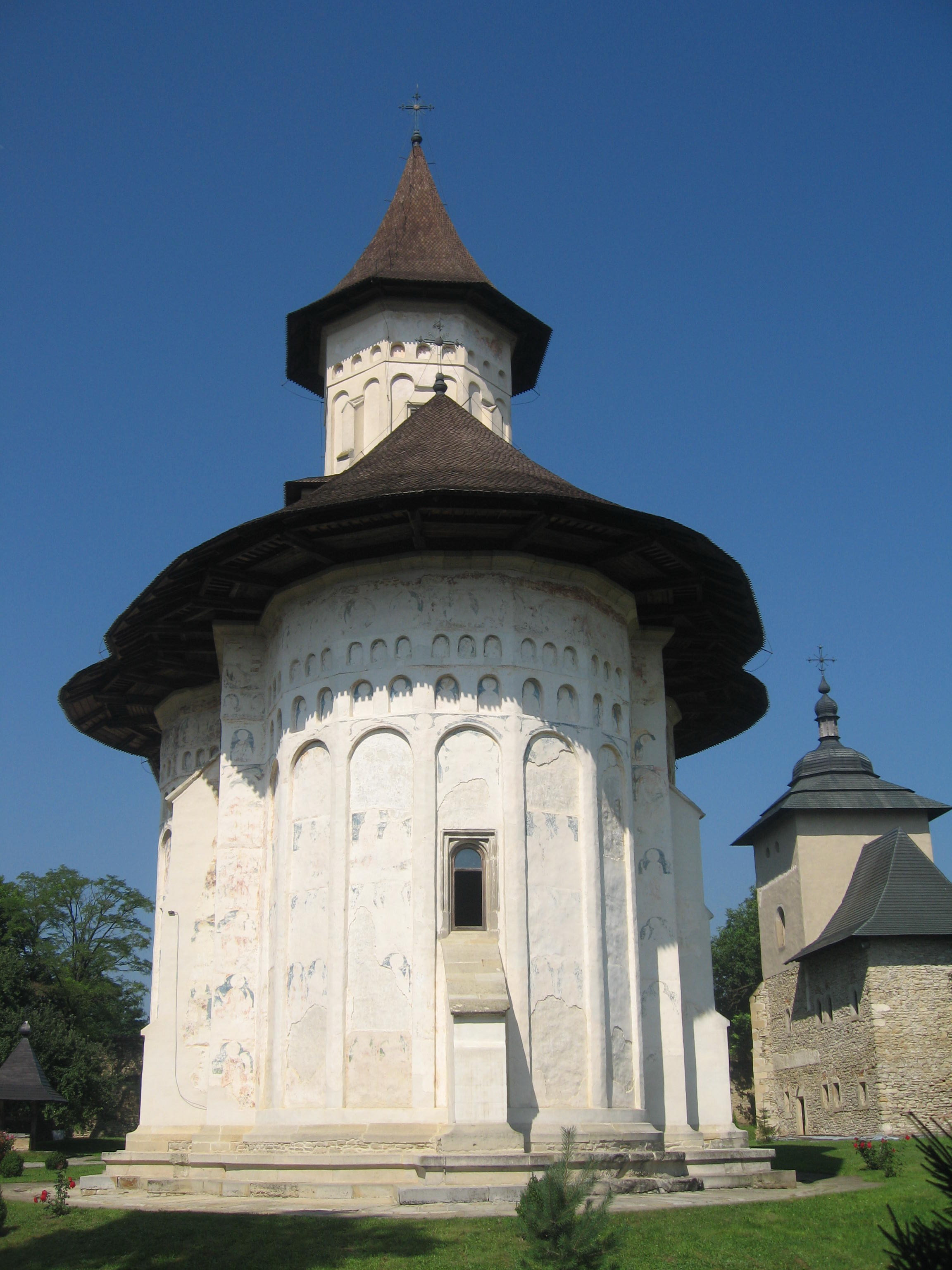
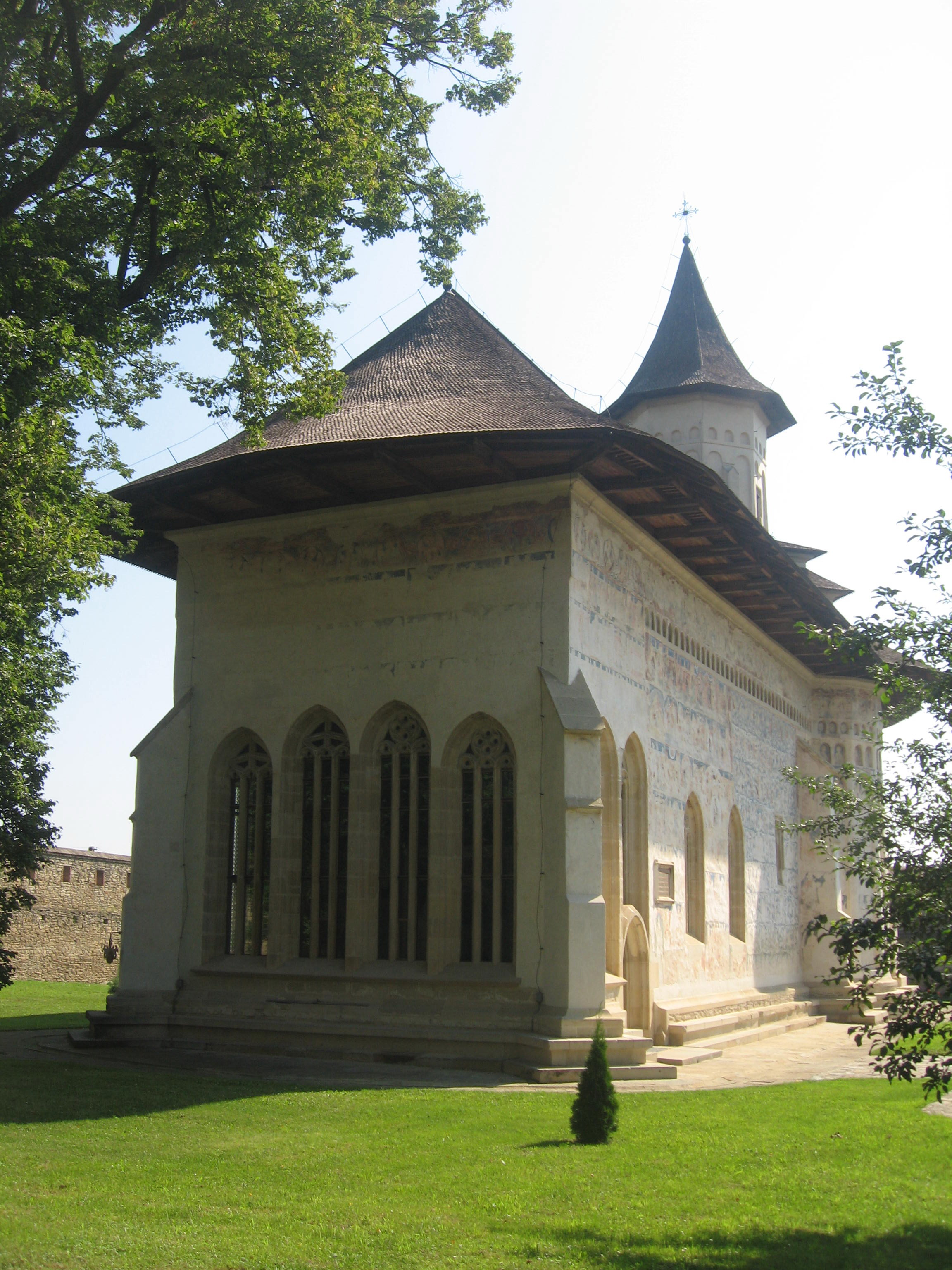
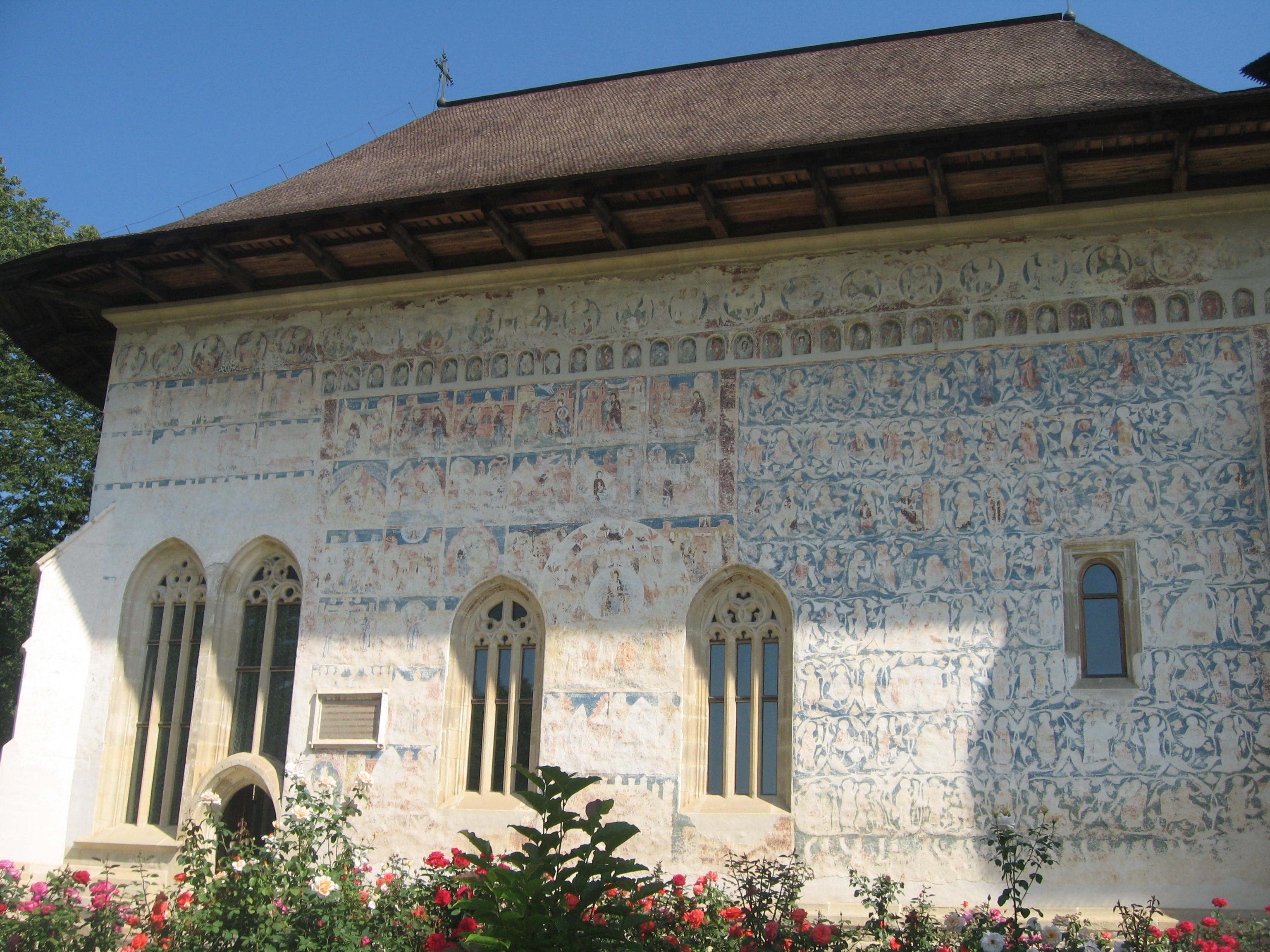